# Eternal Message
「Eternal Message」（エターナル メッセージ）は、日本の女性歌手、観月ありさの17枚目のシングル。

## 解説
- 「ツーカーセルラー東京」CFイメージソング（本人出演）。
- 観月ありさ最後の8cmCDシングル。

## 収録曲
1. Eternal Message（Original Mix）
作詞：海老根祐子、作曲・編曲：葉山拓亮
「ツーカーセルラー東京」CFイメージソング。
2. I NEED YOU（Original Mix）
作詞：真間稜、作曲：荒木真樹彦、編曲：葉山拓亮
3. Eternal Message（Karaoke）

## 収録アルバム
- innocence
- HISTORY～ALISA MIZUKI COMPLETE SINGLE COLLECTION～
- VINGT-CINQ ANS

| スタブアイコン | サブスタブ | この項目は、まだ閲覧者の調べものの参照としては役立たない、シングルに関連した書きかけの項目です。この項目を加筆・訂正などしてくださる協力者を求めています（P:音楽/PJ:楽曲）。 |